# Монторо-Инферьоре
Монторо-Инферьоре (итал. Montoro Inferiore) — коммуна в Италии, располагается в регионе Кампания, в провинции Авеллино.
Население составляет 9508 человек, плотность населения составляет 500 чел./км². Занимает площадь 19 км². Почтовый индекс — 83025. Телефонный код — 0825.